# Walburg Boppert
Walburg Boppert, geborene Klie, ist eine deutsche Althistorikerin und provinzialrömische Archäologin.
Sie studierte an der Universität Mainz und wurde dort im Sommersemester 1967 bei Hans Ulrich Instinsky mit einer Arbeit zu den frühchristlichen Inschriften des Mittelrheingebiets promoviert. Die Geschichte des frühen Christentums in Rheingebiet blieb in der Folge einer ihrer Arbeitsschwerpunkte. Sie wandte sich jedoch vor allem im Auftrag des Römisch-Germanischen Zentralmuseums der Publikation provinzialrömischer Steindenkmäler aus dem Raum des römischen Mainz im Rahmen des Corpus Signorum Imperii Romani zu.

## Veröffentlichungen (Auswahl)
- Die frühchristlichen Inschriften des Mittelrheingebietes. Zabern, Mainz 1971 (Dissertation).
- Johann Huttich, Leben und Werk. Windfelder, Mainz 1977, ISBN 3-921058-00-7.
- Militärische Grabdenkmäler aus Mainz und Umgebung (= Corpus Signorum imperii Romani Deutschland. Band 2, 5). Mainz 1992, ISBN 3-88467-029-8.
- Zivile Grabsteine aus Mainz und Umgebung (= Corpus Signorum imperii Romani Deutschland. Band 2, 6). Mainz 1992, ISBN 3-88467-030-1.
- Römische Steindenkmäler aus Worms und Umgebung (= Corpus Signorum imperii Romani Deutschland. Band 2, 10). Habelt, Bonn 1998, ISBN 3-88467-040-9.
- Römische Steindenkmäler aus dem Landkreis Bad Kreuznach (= Corpus Signorum Imperii Romani Deutschland. Band 2, 9). Habelt, Bonn 2001, ISBN 3-88467-055-7.
- Zur Ausbreitung des Christentums in Obergermanien unter besonderer Berücksichtigung der Situation in der Provinzhauptstadt Mogontiacum. In: Wolfgang Spickermann, Hubert Cancik, Jörg Rüpke (Hrsg.): Religion in den germanischen Provinzen Roms. Mohr Siebeck, Tübingen 2001, ISBN 978-3-16-147613-6, S. 361–402.
- mit Marion Mattern: Römische und frühchristliche Grabsteine. In: Reallexikon der Germanischen Altertumskunde (RGA). 2. Auflage. Band 25, Walter de Gruyter, Berlin/New York 2003, ISBN 3-11-017733-1, S. 127–138.
- Römische Steindenkmäler aus dem Landkreis Mainz-Bingen (= Corpus Signorum Imperii Romani Deutschland. Band 2, 14). Habelt, Bonn 2005, ISBN 3-88467-090-5.
- Zur Dekoration der Metopen am Konsolengesims aus dem Theater in Mainz. In: Mainzer Archäologische Zeitschrift. Band 10, 2015, S. 49–77.
- mit Christel Ertel: Die Gräberstraße von Mainz-Weisenau. Eine italische Gräberstraße des 1. Jhs. n. Chr. im römischen Mainz (= Mainzer archäologische Schriften. Band 16). Generaldirektion Kulturelles Erbe, Mainz 2019, ISBN 978-3-935970-24-2.